# オラツィオ・ファゴーネ
オラツィオ・ファゴーネ（イタリア語: Orazio Fagone、1968年11月13日  - ）は、イタリアのカターニア出身の元スピードスケート選手、アイススレッジホッケー選手。
まだショートトラックスピードスケート競技が公開競技であった1988年カルガリーオリンピックに初出場し、1500mで韓国の金琪焄、カナダのルイス・グレニエに続く3位でゴールし、5000mリレーではロベルト・ペレッティ、エンリコ・ペレッティ、ヒューゴ・ヘルノフと共に2位となった。正式種目となった1992年のアルベールビルオリンピックには1000mで24位、5000mリレーには前回のメンバーからエンリコ・ペレッティの代わりにミルコ・ブイレルミンが加わって挑んだものの、9チーム中8位に終わった。1994年にはリレハンメルオリンピックに出場し500mが31位、1000mは15位で上位進出はならなかったものの、5000mリレーではマウリツィオ・カルニーノ、ディエゴ・カッターニなどのメンバーと共に金メダルを獲得した。
その後も1998年の長野オリンピックの出場をめざしていたものの、1997年の5月にオートバイで練習に向かっていたところ対向車線をはみ出したトラックに轢かれ右足の切断、さらに10か月もの長期間の入院をすることになった。その後はショートトラックのイタリア代表コーチに就任したが、自分にはスケートができない辛さから2002年ソルトレークシティオリンピック終了後にコーチの座を退いた。その後は車いすカーリングをやっていた姿がトリノパラリンピック組織委員会会長のティツィアーナ・ナージの目にとまりアイススレッジホッケーの代表へと抜擢される。迎えた2006年のトリノパラリンピックではグループAでノルウェー、カナダ、イギリスといった相手に勝利することができずに予選敗退となった。